# Ruffécois
Le  Ruffécois   est une région naturelle de France située au nord du département de la Charente, dans la région Nouvelle-Aquitaine.

## Géographie

### Description
Le Ruffécois est un pays traditionnel situé au nord de la Charente. La ville de Ruffec lui a donné son nom, elle est située au nord de ce territoire.
A l’ouest du pays, la dépression de Villefagnan est formée de vastes plaines céréalières et de prairies qui rappellent l’Aunis ou la Saintonge. Au nord de Ruffec les terres acides offrent un paysage de bocage et sont relativement boisées; on y trouve aussi un peu plus d'élevage. Elles annoncent le seuil du Poitou. À l’est, le pays de Champagne-Mouton annonce déjà la Charente limousine ; la distinction entre les deux pays est assez imprécise à cet endroit. Au sud, les deux micro-pays du Val d’Angoumois et du pays d’Aigre offrent des paysages de plaines et de forêt et font transition avec l’Angoumois.

### Situation
Le Ruffécois est entouré par les régions naturelles suivantes :
- Au nord par le Mellois et le Civraisien.
- A l’est par le Confolentais.
- Au sud-est par le pays d’Horte et Tardoire
- Au sud par l’Angoumois et le Cognaçais.
- A l’ouest par la  Saintonge romane.

## Micro-pays
On distingue plusieurs micro-pays  :

### Le Pays d'Aigre
Situé au sud-ouest du Ruffécois, il a pour capitale Aigre et il est en contact avec le pays de Rouillac.

## Langue
La langue régionale traditionnelle du Ruffécois est le poitevin-saintongeais, dans sa variété poitevine déclinée en plusieurs variantes :
- le poitevin méridional du Ruffécois et du sud Civraisien, riche en conservatismes et en particularités poitevines méridionales, et qui concerne (avec des variations locales) : l'ouest et centre du canton de Ruffec (à l'ouest de Nanteuil-en-Vallée), le canton de Villefagnan, l'ouest du canton de Mansle (à l'ouest d'Aunac et de Puyréaux), le nord du canton d'Aigre[2],

- le poitevin méridional en contact avec l’occitan, encore plus riche en conservatismes auxquels s'adjoignent un substrat d’oc très important, et qui concerne (avec des variations locales) : la bordure d’oïl du Confolentais (Pleuville – au moins en partie -, Le Bouchage), l’est du Ruffécois (est du canton de Ruffec : Vieux-Ruffec, Nanteuil-en-Vallée, Saint-Gervais, Poursac, Saint-Gourson, Couture…), le centre du canton de Mansle (Aunac, Puyréaux…)[2].

## Histoire
C'est dans le Nord-Charente ou Ruffécois que l'on trouve l'une des plus fortes concentrations de dolmens et tumuli connues de l'époque néolithique. C’est aussi un territoire d’abbayes et de prieurés médiévaux avec l'abbaye de Saint-Amant-de-Boixe, le prieuré Notre-Dame de Lanville à Marcillac-Lanville, l'abbaye Notre-Dame de Nanteuil à Nanteuil-en-Vallée... C'est aussi une terre de châteaux forts dont on peut encore voir les vestiges comme le donjon de Montignac-Charente, le château de Verteuil, le château de Saveille à Paizay-Naudouin-Embourie, la tour de l'ancien château de Luxé, le château de Gourville, le castrum d'Andone à Villejoubert, le château de Ruffec qui montrent que le Ruffécois fut une terre de pouvoir religieux et politique.
Entre 995 et 1028, Guillaume IV Taillefer, comte d'Angoulême, ami du duc d'Aquitaine, Guillaume le Grand, reçut de ce dernier le domaine de Ruffec. Celui-ci fut intégré au comté d'Angoulême pour ne plus jamais en être séparé.
Au début du XIe siècle, la terre de Ruffec fut donnée par les Taillefer aux seigneurs de Marcillac et de Montignac. D'abord baronnie, elle devint une vicomté. Au XIVe siècle, la terre de Ruffec passa dans la maison des Volvire avec le mariage d'Hervé de Volvire avec Éléonore de Ruffec.
En 1548, lors de la Jacquerie des Pitauds contre la gabelle, une partie des insurgés, menés par Boisménier et ses lieutenants, se dirigea vers Ruffec, détruisit le grenier à sel et se livra au pillage de la ville. Ils furent arrêtés à Saint-Amant-de-Boixe à leur retour.
Lors des guerres de Religion, le protestantisme fit de nombreux adeptes à Jarnac, La Rochefoucauld et Ruffec. Mais en 1569, l'armée catholique commandée par duc d'Anjou prit la ville de Ruffec, en chassa les protestants, en en tuant de nombreux.
Pendant la Seconde Guerre mondiale, la ville de Ruffec et ses environs furent des lieux de Résistance pour l'évacuation des aviateurs alliés vers l'Espagne et le lieu de sauvetage des deux héros de l'opération Frankton racontée dans le film britannique Commando dans la Gironde.